# Casciana Terme
Casciana Terme (Castrum ad Aquas o Balneum ad Aquas in latino) è una frazione del comune italiano sparso di Casciana Terme Lari, nella provincia di Pisa, in Toscana.
Frazione del comune di Lari fino al 1927, e già denominata Bagno ad Acqua e Bagni di Casciana, fu poi comune autonomo accorpando anche le frazioni di Ceppato, Collemontanino, Parlascio e Sant'Ermo. Dal 1º gennaio 2014 si è nuovamente unito con Lari per formare il nuovo comune di Casciana Terme Lari.

## Origini del nome
Il toponimo Casciana deriva dal nome di persona latino Cassius, col significato quindi di "terreno di Cassio". La località è però citata per la prima volta col nome di Acqui alla fine del IX secolo, con riferimento alle caratteristiche termali del posto. Il paese si chiamò Bagni di Casciana, in riferimento al centro abitato di Casciana (che divenne Alta), fino al 1956 quando assunse il nome attuale.

## Storia
La sua storia è strettamente legata alle proprietà terapeutiche delle acque che vi scorrono dando vita alle Terme. Le origini di Casciana risalgono al periodo etrusco come da recenti ritrovamenti archeologici nell'area di Parlascio.
Le memorie scritte più antiche, risalgono al IX secolo ed attestano l'esistenza della pieve di Santa Maria ad Acquas, in un documento dell'archivio vescovile di Lucca. Una bolla del 1148 poneva in risalto per la prima volta le virtù terapeutiche delle acque termali di Casciana, in particolare per le malattie della pelle. Nel XII secolo Casciana (Aqui) era sede di un castello con mura e torri, ubicato nel nucleo di Petraia dove ancora oggi è visibile una bella torre medioevale, la Torre Aquisana.
Sebbene molti studiosi affermino che le acque termali di Casciana fossero già conosciute dai romani, la costruzione oggi documentata del primo stabilimento termale fu opera di Federico da Montefeltro, Signore di Pisa, nel 1311 [Fonte? è errato: nel 1311 non può essere opera di Federico da Montefeltro]. Nel 1460, dopo quasi due secoli, venne restaurato per la prima volta dai Magnifici Signori Fiorentini e nel 1596 furono apportati ulteriori miglioramenti. Con i Lorena, fra '700 e '800, riprende l'attenzione del Granducato per le Terme cascianesi e nel 1824, per ordine di Ferdinando III di Toscana, si avvia un nuovo progetto di ristrutturazione. Si arriva così al 1870 e al nuovo stabilimento realizzato partendo da un progetto dell'architetto Giuseppe Poggi, famoso per aver realizzato il Piazzale Michelangelo a Firenze. In realtà, a seguito di problemi nell'acquisizione dell'edificio sulla sinistra della piazza  (quello dove adesso ha sede la Cassa di risparmio di Volterra), il Poggi si rifiutò di rimaneggiare il suo progetto e non lo realizzò. I disegni del Poggi furono poi modificati togliendo quasi totalmente le due ali laterali, e lasciando intatta la facciata neoclassica.

### Simboli

Stemma civico

Gonfalone civico

Il Comune di Casciana Terme faceva uso di emblemi regolarmente concessi:
(R.D. del 21 giugno 1928)
(R.D. del 22 febbraio 1934)

## Monumenti e luoghi d'interesse

### Architetture religiose
- Chiesa di San Martino in Petraija, di origine trecentesca, fu rifatta completamente nel 1807. L'opera più rappresentativa è custodita presso l'altar maggiore, il miracoloso crocifisso ligneo, recentemente restaurato, che è molto venerato almeno dal Cinquecento.
- Chiesa di Santa Maria Assunta, chiesa parrocchiale che nel suo stato attuale è da ascriversi al XIX secolo, risulta documentata dall'840, restaurata nel 1553; è stata più volte trasformata, fino all'attuale assetto tardo ottocentesco. È costituita da una navata centrale e due transetti laterali, uno a destra e uno a sinistra.
- Oratorio della Madonna dei Sette Dolori, faceva parte di un ospedale dedicato a San Bartolomeo. Collocato all'inizio del castello di Aqui forse inizialmente ebbe la destinazione di accogliere i pellegrini e i poveri di passaggio. II vescovo di Lucca nelle visite pastorali lo visitò e dispose che, come opera pia, adempisse a questa funzione con decoro.
- Chiesa di San Martin del Colle, ritenuta di epoca pre-romanica, visitabile su richiesta presso l'omonimo B&B

### Architetture militari
- Castello di Gello Mattaccino
- Castello di Collemontanino

## Società

### Evoluzione demografica
Sono qui riportati gli abitanti del comune di Casciana Terme dal 1861 al 2011, che comprendeva oltre alla frazione capoluogo anche quelle di Ceppato, Collemontanino, Parlascio e Sant'Ermo.
Abitanti censiti

## Cultura

### Musei
- Mostra archeologica Etruschi a Parlascio in Casciana Terme

### Teatro
Nei primi anni del Novecento è stata frequentata da compagnie teatrali e musicali, che offrivano spettacoli ai visitatori delle Terme. Appena al di fuori della struttura termale era stato costruito nei primissimi anni del Novecento il Teatro Flora, elegante costruzione all'aperto, in legno, che aveva una capienza massima di 250 persone.
Altro luogo dedicato alla cultura è il Teatro Verdi, inaugurato nel 1913, storica struttura, che fino agli anni '70 ha visto l'allestimento di molte feste e spettacoli paesani, concerti di bande e artisti lirici, concorsi, balli di carnevale e mostre. In restauro da molti anni, è stato riaperto nel giugno del 2012. È stato ristrutturato tenendo conto del primario progetto di inizio secolo scorso, che non fu mai realizzato per mancanza di fondi. Il teatro è una delle strutture principali della Valdera.

### Musica
Nel 1928 è stato rappresentato il Barbiere di Siviglia di Rossini in Piazza delle Terme, con alcuni artisti locali. Altre opere liriche sono state rappresentate sempre nella Piazza delle Terme anche in tempi recenti.
Presso il Teatro Verdi, proprietà della Società di Mutuo Soccorso e poi del Comune, sono state rappresentate a inizio '900 numerose opere tra cui Aida e il Rigoletto di Verdi.
In occasione della riapertura del Teatro nel 2012 è stato eseguito un Concerto lirico con l'Orchestra del Festival Puccini di Torre del Lago diretta dal M° Alberto Veronesi e alcuni giorni dopo una recita celebrativa del Barbiere di Siviglia di Rossini. Nel 2013 è stata organizzata la prima stagione lirica del Teatro Verdi riaperto, con la rappresentazione scenica di Gianni Schicchi, L'Elisir d'amore e Don Giovanni, con cast composti da artisti internazionali. (Vedi Teatro Verdi (Casciana Terme)#Opere liriche e concerti)
Casciana Terme è stata la sede della banda "Giuseppe Verdi", fondata negli anni '20, che ha avuto alcuni importanti riconoscimenti. Tra i suoi maestri direttori il più noto è stato il M°Ugo Messerini negli anni '50 e '60, il qualche compose anche l'inno cittadino "Evviva Casciana".

### Eventi
- 3 maggio Festa patronale dei Rioni, tradizionale e sentito palio della corsa dei carretti tra i rioni della città: Gorina (verde), Centro (rosso), Casina (blu), Pietraia (giallo). Il Palio è in onore del Santissimo Crocifisso della Chiesa di S.Martino, ed è preceduto da una sfilata storica. Nel corso degli anni la Festa si è arricchita di varie attività, come i giochi in piazza e la caratteristica e colorata sfida di ballo coreografico, con la sfilata dei carri di ogni rione.

Fra le altre feste ricordiamo:
- Casciana Cultura (presentazione di libri con la presenza degli autori)
- Rally di Casciana Terme (tradizionale e importante gara di automobili da corsa per le vie di Casciana e per tutto il comprensorio)
- la Festa di San Genesio (colorata festa dei Bimbi con il lancio della mongolfiera e dei palloncini con i messaggi di pace)
- il Premio San Genesio (dedicato a personalità legate alla città)
- la "Via dell'arco" (mostra pittorica)
- il Presepe Vivente (il sabato prima di Natale)
- il Mercatino della Contessa Matilde (mercatino di antiquariato e modernariato) - primo venerdì del mese da giugno a settembre
- Sagra del coniglio (Sagra paesana della frazione di Parlascio)
- La “Notte di Piacere” (una vera e propria notte bianca in cui le vie del paese si riempiono di bancarelle, musica e postazioni per lo street-food, senza poi dimenticare il lancio delle lanterne a mezzanotte)

Da diversi anni Casciana Terme ospita la finale regionale del concorso di bellezza Miss Italia, occasione in cui sono presenti ospiti a livello nazionale.
Da menzionare infine lo storico Carnevale che veniva festeggiato con carri allegorici per le vie della cittadina fino dai primi anni del '900.

## Economia

### Turismo termale

Le terme agli inizi del XX secolo

Il paese è conosciuto soprattutto per l'impianto termale che usufruisce delle acque calcico-sulfuree a 37 °C costanti. Si narra che l'acqua termale fu scoperta dalla duchessa di Toscana Matilde, nota come Matilde di Canossa.
Il folklore locale narra come ella aveva un merlo piuttosto anziano e malmesso, con le piume grigiastre per l'età. Un giorno la contessa notò che il merlo si muoveva sempre meglio e le sue piume erano tornate di un colore nero intenso e il becco giallo brillante. Fece seguire il merlo nelle sue "uscite" mattutine. Scoprì che il merlo ogni mattina volava a mettere le zampette in una strana "acqua fumante". Anche la contessa volle provare a immergersi nelle miracolose acque. E in pochissimo tempo ne trasse benefici. Decise quindi di costruire alcune vasche, primo inizio degli impianti termali che oggi possiamo ammirare.
Fino al 1927 le terme erano di proprietà del Comune di Lari.

## Amministrazione
Questo è l'elenco dei sindaci del comune di Casciana Terme antecedenti all'accorpamento in Casciana Terme Lari. Primo Sindaco di Casciana Terme dopo la liberazione 1945-48 Del Picchia Armenio 
| Periodo        | Periodo         | Primo cittadino  | Partito                    | Carica  | Note  |
| -------------- | --------------- | ---------------- | -------------------------- | ------- | ----- |
| 28 giugno 1985 | 31 maggio 1990  | Dino Poggi       | Partito Comunista Italiano | Sindaco | [ 7 ] |
| 31 maggio 1990 | 24 aprile 1995  | Mario Niccolai   | Democrazia Cristiana       | Sindaco | [ 7 ] |
| 24 aprile 1995 | 14 giugno 1999  | Dino Poggi       | centro-sinistra            | Sindaco | [ 7 ] |
| 14 giugno 1999 | 14 giugno 2004  | Dino Poggi       | centro-sinistra            | Sindaco | [ 7 ] |
| 14 giugno 2004 | 7 giugno 2009   | Francesco Biasci | lista civica               | Sindaco | [ 7 ] |
| 8 giugno 2009  | 1º gennaio 2014 | Giorgio Vannozzi | lista civica               | Sindaco | [ 7 ] |

## Sport

### Ciclismo
Per tre volte Casciana Terme è stata sede di arrivo di tappa del Giro d'Italia, la prima nel 1947, l'ultima nel 1971:
- 1947 5ª tappa Prato-Casciana Terme, vinta da Luciano Maggini.
- 1970 14ª tappa Faenza-Casciana Terme, vinta da Michele Dancelli.
- 1971 8ª tappa San Vincenzo-Casciana Terme, vinta da Romano Tumellero.

### Calcio
L'A.S.D. Atletico Casciana Terme è una squadra di calcio fondata nel 1927 con dicitura "Unione Sportiva" e i suoi colori sociali sono il rosso e il blu. Attualmente (2010-2011) milita in Seconda Categoria nel Girone E.